# 吴崇魁
吴崇魁（1989年3月29日—），江苏南京人，中国男子赛艇运动员。他曾代表中国参加2006年世界赛艇锦标赛，获得男子轻量级四人单桨无舵手金牌。他也曾参加2008年夏季奥林匹克运动会。

## 主要成绩
- 2005年全运会——LM2X第一名；
- 2006年世界锦标赛——轻量级四人组第一名；
- 2007年世界杯第1/2回合——轻量级四人组第一名；
- 2007年世界锦标赛——轻量级四人组第五名；
- 2008年世界杯第1回合——轻量级四人组第一名。